# Domagoj Antolić
Domagoj Antolić (Zagreb, 30. lipnja 1990.) hrvatski je nogometaš koji igra na poziciji veznog igrača. Trenutačno igra za Lokomotivu Zagreb.

## Klupska karijera
Nogomet je počeo igrati sa 6 godina u NK Ponikve a s 10 godina "skauti" Dinama ga dovode u Maksimir te je nakon toga prošao sve Dinamove mlađe uzrasne kategorije a prvoj momčadi Dinama se priključio početkom 2008. godine te je u proljetnom dijelu sezone 2007./08. zabilježio 6 službenih nastupa. Nešto više od sljedećih godinu dana provodi na posudbi u tadašnjem drugoligašu Lokomotivi.
U međuvremenu u siječnju 2009. godine potpisao je profesionalni ugovor s Dinamom u trajanju od sedam i pol godina i pridružio se prvoj momčadi na zimskim pripremama ali se nije uspio nametnuti treneru i izboriti mjesto u početnoj postavi. Novu priliku u Dinamu dobio je u drugom dijelu sezone 2009/10, nastupivši na 10 ligaških utakmica no, standardni prvotimac ipak nije uspio postati.  U kolovozu 2010. godine nakon dva kola 1. HNL sezone 2010/11., prelazi u zagrebačku Lokomotivu gdje već u prvom susretu, na utakmici trećeg kola protiv Istre 1961, postiže pobjedonosni pogodak. U naredne tri sezone jedan je od glavnih igrača Lokomotive i jedan od najzaslužnijih za sjajne rezultate kluba s Kajzerice. Odlične igre u Lokomotivi nisu ostale nezapažene i od sezone 2013/14, Domagoj Antolić je ponovno u Maksimiru plavom dresu Dinama ali ovaj puta u znatno značajnijoj ulozi nego ranije.  

## Reprezentativna karijera
Igrao je za sve selekcije hrvatske reprezentacije, osim za reprezentaciju do 17 godina.

## Priznanja

### Klupska
Dinamo Zagreb
- Prvak Hrvatske (6): 2007./08., 2009./10., 2010./11., 2013./14., 2014./15., 2015./16.
- Hrvatski nogometni kup (1): 2013./14.

## Vanjske poveznice
- Domagoj Antolić na transfermarkt.com
- Domagoj Antolić na soccerway.com